# Route (polecenie)
route – program narzędziowy w systemach uniksowych oraz Windows, który wyświetla i umożliwia zmiany tablicy trasowania pakietów sieciowych.

## SystemLinux
Po wywołaniu polecenia route, wyświetlana jest aktualna tablica trasowania:
```
a@TEAM:~$ route
Kernel IP routing table
Destination     Gateway         Genmask         Flags Metric Ref    Use Iface
192.168.0.0     *               255.255.254.0   U     0      0        0 eth0
default         192.168.0.1     0.0.0.0         UG    0      0        0 eth0
```

Obecnie program route wypierany jest przez program ip z pakietu iproute2, ze względu na brak obsługi nowoczesnych funkcji jądra (np. brak możliwości wyświetlania innych niż domyślna tablic trasowania).

## Inne systemy typuUnix
Polecenie route służy do modyfikacji tablicy trasowania.  Do wyświetlenia
aktualnej tablicy służy polecenie netstat -r:
```
$ netstat -r
Routing tables

Internet:
Destination        Gateway            Flags    Refs      Use  Netif Expire
default            gate.example.org   UGS         3    36072  wlan0
10.0.0.0           link#4             U           1     2683  wlan0
anger.example.org  link#3             UHS         0        0    lo0
localhost          link#3             UH          0        4    lo0

Internet6:
Destination        Gateway            Flags      Netif Expire
localhost          localhost          UH          lo0
fe80::%lo0         link#3             U           lo0
ff01:3::           fe80::1%lo0        U           lo0
ff02::%lo0         fe80::1%lo0        U           lo0
```

dodawanie wpis do tablicy routingu (może mieć taką formę ):
route add –net [trasa do sieci] netmask [maska] gw [brama]

## SystemWindows
Polecenie route wyświetla dostępne opcje. Aby wyświetlić tablicę trasowania, należy wpisać route PRINT
```
C:\>route PRINT

===========================================================================

Lista interfejsów
0x1 ........................... MS TCP Loopback interface
0x2 ...00 30 4f 1b 76 d0 ...... Karta Realtek RTL8139 Family PCI Fast Ethernet N
IC - Sterownik miniport Harmonogramu pakietów

===========================================================================

===========================================================================

Aktywne trasy:
Miejsce docelowe w sieci      Maska sieci      Brama      Interfejs      Metryka

          0.0.0.0          0.0.0.0      192.168.0.1    192.168.0.47       20
        127.0.0.0        255.0.0.0        127.0.0.1       127.0.0.1       1
      192.168.0.0    255.255.254.0     192.168.0.47    192.168.0.47       20
     192.168.0.47  255.255.255.255        127.0.0.1       127.0.0.1       20
    192.168.0.255  255.255.255.255     192.168.0.47    192.168.0.47       20
        224.0.0.0        240.0.0.0     192.168.0.47    192.168.0.47       20
  255.255.255.255  255.255.255.255     192.168.0.47    192.168.0.47       1
Domyślna brama:      192.168.0.1.

===========================================================================

Trasy trwałe:
  Brak
```